# Myrmecia hirsuta
Espèce
Myrmecia hirsuta est une espèce de fourmi originaire d'Australie. Les plus fortes populations de cette fourmi géante se trouvent dans le sud-est du pays et dans l'agglomération de Perth.
L'espèce est décrite pour la première fois en 1951.

## Nom vernaculaire et classement
Du fait de son agressivité, cet insecte social est aussi connu sous le nom vernaculaire de « fourmi bouledogue ».
La fourmi bouledogue appartient au genre Myrmecia, à la sous-famille Myrmeciinae.
La plupart des ancêtres des fourmis du genre Myrmecia n'ont été retrouvés que dans des fossiles, à l’exception de Nothomyrmecia macrops, seul parent vivant actuellement.

## Biologie
La taille des ouvrières de l'espèce Myrmecia hirsuta varie de 21 à 23 mm de long. Myrmecia hirsuta présente un abdomen noir. Sa tête, son thorax, ses antennes et ses mandibules sont généralement d'un rouge tirant vers le brun. Une tache marron fait ressortir la région des ocelles sur le haut de sa tête. Sa tête, son thorax, ses antennes et ses pattes sont couverts de longs poils blancs, très fins ; cette pubescence peut être très abondante au niveau de l'abdomen.

## Source de la traduction
- (en) Cet article est partiellement ou en totalité issu de l’article de Wikipédia en anglais intitulé « Myrmecia hirsuta » (voir la liste des auteurs).